# Азартні ігри в КНР
Азартні ігри в КНР є незаконними згідно з китайським законодавством і офіційно заборонені з моменту приходу до влади комуністичної партії 1949 року. Одними з небагатьох формально дозволених типів азартних ігор в КНР є лотереї.
Будь-яка форма азартних ігор для громадян КНР, включаючи азартні ігри в інтернеті, азартні ігри за кордоном, відкриття казино за кордоном для залучення громадян КНР як клієнтів, вважається незаконною. На практиці, однак, громадяни КНР беруть участь у державних лотереях, регулярно їздять в закордонні казино або до спеціальних адміністративних регіонів, Гонконгу та Макао, та роблять ставки в інтернеті.

## Материковий КНР
Уряд управляє двома лотереями: благодійною та спортивною лотереями, створеними у 1987 та 1994 роках. Китайський уряд юридично не вважає лотереї формою азартних ігор. Незаконні азартні ігри в Китаї є доволі популярними, також діють неофіційні лотереї, підпільні казино та маджонг і картярські ігри. 2010 року британська газета Дейлі телеграф повідомляла, що в Китаї щороку на нелегальних азартних іграх ролять ставок на 1 трлн юанів. В КНР розповсюджена лудоманія. Також популярні нелегальні інтернет-казино.
У червні 2018 року уряд КНР заборонив усі онлайн-додатки для ігор у покер. Магазини додатків повинні були видалити всі додатки, пов'язані з покером, а реклама покеру в соцмережах в КНР (Wechat, Weibo) стало забороненим.
Влітку 2020 року в КНР було проведено лотерею на 1,5 млн $ (10 млн юанів), що стало тестуванням нової цифрової валюти. Учасники мали завантажити мобільний додаток, щоб брати участь у лотереї та отримати доступ од цифрової валюти. В результаті розіграшу 50 тис. громадян отримали від Народного банку Китаю «червоні конверти» вартістю 200 юанів (30$), які вони змогли витратити у кількох тисячах обраних торговців в районі Луоху в Шеньчжені.
На початку 2021 року влада КНР оголосила про амністію всім учасникам незаконних азартних ігор, які добровільно зізнаються у порушеннях. Останній термін прийому заявок було встановлено на 30 квітня.
З 1 березня 2021 року в КНР діятимуть поправки до Кримінального кодексу, що дозволять судам виносити рішення щодо позбавлення волі організаторам нелегальних азартних ігор. Зміни передбачають позбавлення волі терміном до 10 років і поширюється як на громадян і жителів КНР, так і на іноземців.

## Гонконг
Хоча деякі аспекти законодавства материкового Китаю застосовуються в Гонконгу, певні форми азартних ігор є законними та регулюються урядом Гонконгу. Закон Гонконгу базується на англійському загальному праві, який був основним до 1997 року (часу, коли Гонконг було передано з Британії до КНР). Азартні ігри в Гонконгу регулюються з 1977 р. Жокейський клуб Гонконгу організовує більшу частину легальних ставок в регіоні.

## Макао
Азартні ігри в Макао були законними з 1850-х років, коли це була португальська колонія. Азартні ігри в Макао в основному відбуваються в казино західного типу. 2007 року Макао випередив Лас-Вегас-Стріп за прибутком від ігор. Станом на  2016 рік, у Макао працювало 38 казино, а щорічні доходи регіону від азартних ігор перевищують 27,9 млрд. $.

## Типи ігор

### Онлайн-азартні ігри
Законодавчі обмеження азартних ігор на суші в материковому Китаї сприяли зростанню закордонних і азартних сайтів в інтернеті, які обслуговують громадян КНР. Комплексні ігрові курорти в Сінгапурі, Австралії, Кореї, В'єтнамі та Філіппінах заохочують все більше китайських туристів.

### Ставки за посередництвом
Оскільки особисте відвідування офшорних ігрових майданчиків може зайняти багато часу та привернути увагу правоохоронних органів, ставки за посередництвом також є популярними в КНР, особливо серед VIP-клієнтів, що роблять високі ставки. Клієнти спілкуються з працівниками, що носять гарнітури за столами для бакари в іноземних казино. Такі ставки були оголошені незаконними в Макао 2016 року, але вони складають 40 % VIP-ринку ігор на суму 1 млрд $ на Філіппінах.

### Азартні ігри в інтернеті та за кордоном
Азартні ігри в інтернеті в материковому Китаї залишаються незаконними, однак інтернет-трафік, що проходить через VPN, нелегальні банківські мережі та платіжні платформи, дозволяють клієнтам континентального Китаю отримувати доступ та перераховувати кошти на ігрові сайти. Згідно з оцінками 2019 року, річна сума ставок громадян КНР в інтернеті становить понад 1 трлн юанів (145 млрд $), що еквівалентно майже вдвічі річному доходу офіційної лотереї КНР.
2016—2019 року щонайменше 100 тис. громадян КНР переїхали до Маніли на Філіппінах, де офшорні ігрові оператори (POGO) можуть діяти легально. Ці працівники почали працювати операторами азартних онлайн-ігор як маркетингові агенти, працівники технічної підтримки спеціалісти та ІТ-інженери, що розмовляють китайською. Багато ігрових сайтів, які прагнуть залучити китайських клієнтів, стали спонсорами футбольних команд англійської Прем'єр-ліги. Наприклад, мережа Дафабет стала спонсором ФК «Фулгем», а W88 підписало відповідний контракт з Вулвергемптон Вондерерс.
2019 року кількість китайських туристів-гравців зросла до 155 млн, збільшившись на 3,3 % у порівнянні з 2018 роком. 2020 року Міністерство культури і туризму КНР створило «чорний список» закордонних туристичний напрямків, пов'язаних з казино, з метою обмеження поїздок громадян країни для в іноземних казино.
Центральний банк КНР (PBoC) протидіє також використанню криптовалют у онлайн-казино, а також для міжнародного руху капіталів, зокрема, було заборонено використання криптовалюти Tether (USDT). 2020 року в місті Хуейчжоу в провінції Гуандун представники банку допомогли поліціянтам заарештувати 77 підозрюваних у проведенні незаконних азартних ігор з використанням криптовалют, а також було зупинено роботу трьох онлайн-казино.
Протягом 2020 року, Міністерство громадської безпеки КНР провело понад 60 тис. арештів, закривши 1700 нелегальних ігрових сайтів та платіжних операторів, що діяли в КНР, їхній щорічний оборот оцінювався державою в 1 трлн юанів (150 млрд $). До відповідальності було притягнуто 11500 гравців, а також людей, що надавали приміщення в оренду під нелегальні гральні заклади.

### Лотереї

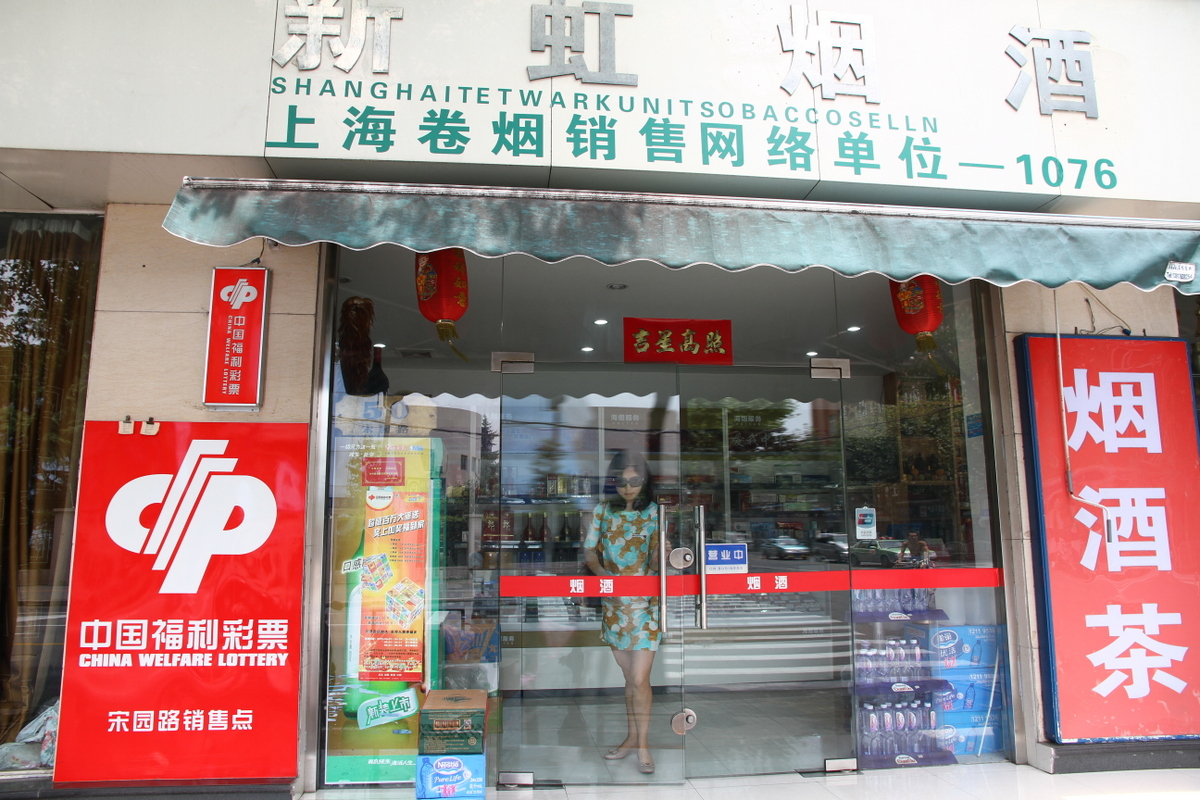
Реклама державної лотереї добробуту в Китаї біля магазину в Шанхаї

Лотереї є одними з небагатьох формально легальних типів азартних ігор у материковому Китаї. Лотерея Шанхаю була створена 1987 року. Прибутки від неї частково використовуються для соціальних фондів «соціального добробуту» для фінансування соціальних проєктів, зокрема для підтримки людей похилого віку, інвалідів, сиріт і малозабезпеченого населення. У 1987—2020 роках ця лотерея принесла державі 20 млрд юанів (2,98 млрд $).
З листопада 2020 в тестовому режимі діє благодійна лотерея та зали для онлайн-рулетки в районі Пудун. Учасники навмання обирають від 1 до 10 номерів з 80 і роблять кілька покупок по 2 юаня за кожну. Джекпот лотереї обмежено 5 мільйонами юанів.